# Batalla de Nova Orleans
La batalla de Nova Orleans  entre els Estats Units i el Regne Unit de la Gran Bretanya i Irlanda, va tenir lloc entre el 23 de desembre de 1814 i el 8 de gener de 1815, va ser la darrera batalla important de la Guerra Anglo-Americana de 1812-1815.
A finals de 1814 una flota britànica de més de 50 vaixells tramesa pel general Edward Pakenham, va navegar a l'interior del Golf de Mèxic i es va preparar per atacar Nova Orleans. El general nord-americà Andrew Jackson comandant de l'exèrcit nord-americà que es trobava al sud-oest del país, tenia un regiment compost principalment per milicians i voluntaris, amb els quals lluità contra els britànics que van atacar sobtadament la seva posició el 8 de gener de 1815. Les tropes de Jackson es van atrinxerar eficaçment darrere de les fortificacions, mentre que les hosts angleses van quedar exposades, de forma que el combat fou breu i acabà en una victòria decisiva per als nord-americans, aconseguint així la retirada britànica i la mort del general Pakenham.
La batalla pot ser considerada extemporània, ja que el Tractat de Gant, que donava per acabada la guerra, havia estat signat el desembre anterior, però l'informe havia trigat a arribar. La victòria però va aixecar la moral nacional, millorant la reputació de Jackson al nivell d'un heroi, que li va servir de plataforma en el seu camí a la presidència.